# Ланцфер Ярослав Йосипович
Яросла́в Йо́сипович Ла́нцфер (нар. 28 жовтня 1966, Хуст, СРСР) — радянський та український футболіст, відомий завдяки виступам у складі харківського «Металіста», полтавської «Ворскли» та низки інших українських клубів. Після завершення активних виступів перейшов до тренерської діяльності. Очолював жіночий футбольний клуб «Житлобуд-1». Найкращий тренер України в жіночому футболі (2013).

## Життєпис
Ярослав Ланцфер народився у Хусті, де й почав займатися футболом в місцевій ДЮСШ під керівництвом власного батька. Згодом продовжив підготовку в львівській школі-інтернаті спортивного профілю. Викликався до юнацької збірної СРСР, у 1986 році дебютував у вищій лізі в складі харківського «Металіста». Наступного року був призваний до лав радянської армії та продовжив виступи у складі київського СКА, після чого знову повернувся до харківського клубу.
У 1992 році залишив Харків і нетривалий час захищав кольори рівненського «Вереса» та запорізького «Торпедо». У сезоні 1993/94 Ярослав Ланцфер змінив одразу три команди — розпочав футбольний рік у друголіговій херсонській «Таврії», згодом здійснив ще одну спробу закріпитися у «Металісті», а завершував сезон у полтавській «Ворсклі». Наприкінці 1994 року виступав за харківський «ВлаСКо» у чемпіонаті ААФУ, влітку 1995 року провів два матчі у складі аматорського клубу «Словхліб» зі Слов'янська. У професійний футбол повернувся навесні 1996 року. Близько півроку захищав кольори охтирського «Нафтовика», після чого повісив бутси на цвях.
Працював помічником Олега Рубана у тренерському штабі харківського жіночого клубу «Житлобуд-1». У вересні 2009 року був призначений головним тренером команди. Під керівництвом Ланцфера харків'янки стали беззаперечним лідером українського жіночого футболу, здобувши чотири поспіль «золота» у національному чемпіонаті. У 2013 році Ярослава Ланцфера було визнано найкращим тренером в українському жіночому футболі.

## Досягнення
Кар'єра гравця
- Фіналіст Кубка України (1): 1992

Тренерська кар'єра
- Чемпіон України серед жінок (4): 2011, 2012, 2013, 2014
- Срібний призер чемпіонату України серед жінок (2): 2009, 2010
- Володар Кубка України серед жінок (4): 2010, 2011, 2013, 2014

Індивідуальні досягнення
- Найкращий тренер в українському жіночому футболі (1): 2013